# Luigi Dallapiccola
Luigi Dallapiccola (1904-1975) là nhà soạn nhạc, nghệ sĩ piano, nhà sư phạm người Ý.

## Cuộc đời và sự nghiệp
Luigi Dallapiccola học âm nhạc tại Nhạc viện Florence. Từ năm 1934, Dallapiccola dạy piano và sáng tác tại chính nơi mình từng theo học. Từ năm 1945, ông sống nhiều năm và giảng dạy tại Mỹ.

## Phong cách âm nhạc
Luigi Dallapiccola là nhà soạn nhạc Ý đầu tiên và chủ chốt sử dụng hệ thống 12 cung trong sáng tác nhưng vẫn kết hợp với những yếu tố của âm nhạc điệu, có giai điệu rõ ràng và phần nào theo trường phái hiện thực.

## Các sáng tác
Luigi Dallapiccola đã sáng tác:
- Các vở opera:

- Bay trong đêm tối (1940)
- Người tù (1950
- Ulisee (1968)

- Vở ballet Marsia (1948)
- Các bản oratorio
- Các tác phẩm cho hợp xướng và dàn nhạc giao hưởng, nổi bật là:

- Những bài ca giải phóng (1955)

- Các tác phẩm dành riêng cho dàn nhạc giao hưởng, tiêu biểu là:

- Những biến tấu (1954)
- Piccola musica notturna (1954)

- sáu bản dành riêng cho hợp xướng phổ thơ của Michelangelo (1936)
- Những bản romance